# Бубішта
Педру Лейтау Бріту або просто Бубішта (порт. Pedro Leitão Brito / Bubista; нар. 6 січня 1970, Кабо-Верде) — кабовердійський футболіст та тренер, виступав на позиції захисника. Головний тренер національної збірної Кабо-Верде.

## Клубна кар'єра
Футбольну кар'єру розпочав на батьківщині, але про ранні її роки дані відсутні. У сезоні 1995 року виїхав до Іспанії, де виступав за місцевий «Бадахос». У сезоні 1995/96 років зіграв 2 матчі в Сегунда Дивізіоні. У 1997 році перебрався до ангольського клубу «Атлетіку Авіасан». Відіграв у команді 6 сезонів. У 2003 році повернувся на батьківщину. Виступав за «Фалькоєш», у футболці якого 2006 року й завершив футбольну кар'єру.

## Кар'єра в збірній
У футболці національної збірної Кабо-Верде дебютував 1991 року. Зіграв 28 матчів, був капітаном команди. Востаннє футболку національної збірної одягав 2005 року.

## Кар'єра тренера
Протягом тренерської кар'єри очолював кабовердійські клуби «Мінделенси», «Академіка» (Мінделу), «Спортінг» (Прая) та «Батукуе». У січні 2020 року призначений головним тренером національної збірної Кабо-Верде.

## Статистика тренера

### У збірній

#### Збірна Кабо-Верде
Statistiche aggiornate al 7 luglio 2021.
| Команда    | Нац.       | З             | По       | Досягнення | Досягнення | Досягнення | Досягнення | Досягнення | Досягнення | Досягнення | Досягнення |
| Іг         | В          | Н             | П        | ЗМ         | ПМ         | РМ         | % Перемог  |            |            |            |            |
| ---------- | ---------- | ------------- | -------- | ---------- | ---------- | ---------- | ---------- | ---------- | ---------- | ---------- | ---------- |
| Кабо-Верде | Кабо-Верде | 29 січня 2020 | теп. час | 13         | 6          | 4          | 3          | 15         | 12         | +3         | 46,15      |

#### По турнірах
| Лис. 2020             | Кабо-Верде            | кваліфікація КАН 2021 | 2-ге місце в групі F, кваліфікувалася | 2  | 0 | 2 | 0 | 00.00 \|\| 0 \|\| 0 \|\| +0   |   |   |    |
| бер. 2020             | Кабо-Верде            | кваліфікація КАН 2021 | 2-ге місце в групі F, кваліфікувалася | 2  | 2 | 0 | 0 | 100,000                       | 4 | 1 | +3 |
| 2021                  | Кабо-Верде            | кваліфікація ЧС 2022  | у групі C                             | 6  | 3 | 2 | 1 | 50,00 \|\| 8 \|\| 6 \|\| +2   |   |   |    |
| З 2015                | Кабо-Верде            | Товариські матчі      |                                       | 3  | 1 | 0 | 2 | 33,33 \|\| 3 \|\| 5 \|\| -2   |   |   |    |
| Загалом за кабо-Верде | Загалом за кабо-Верде | Загалом за кабо-Верде | Загалом за кабо-Верде                 | 13 | 6 | 4 | 3 | 46,15 \|\| 15 \|\| 12 \|\| +3 |   |   |    |

#### Матчі на посаді головного тренера збірної Кабо-Верде
| Дата       | Місто            | Господарі                        | Результат | Гості                            | Турнір                                  | Голи                           | Примітки      |
| ---------- | ---------------- | -------------------------------- | --------- | -------------------------------- | --------------------------------------- | ------------------------------ | ------------- |
| 7-10-2020  | Андорра-ла-Велья | Андорра                          | 1 – 2     | Кабо-Верде                       | товариський матч                        | 2 Раян Мендеш                  | Кап: Р.Мендеш |
| 10-10-2020 | Фару             | Кабо-Верде                       | 1 – 2     | Гвінея                           | товариський матч                        | Лісандру Семеду                | Кап: М.Суареш |
| 12-11-2020 | Прая             | Кабо-Верде                       | 0 – 0     | Руанда                           | Відбір до Кубка африканських націй 2021 | -                              | Кап: Р.Мендеш |
| 17-11-2020 | Кігалі           | Руанда                           | 0 – 0     | Кабо-Верде                       | Відбір до Кубка африканських націй 2021 | -                              | Кап: Р.Мендеш |
| 26-3-2021  | Прая             | Кабо-Верде                       | 3 – 1     | Камерун                          | Відбір до Кубка африканських націй 2021 | Кука автогол Раян Мендеш       | Кап: Р.Мендеш |
| 30-3-2021  | Мапуту           | Мозамбік                         | 0 – 1     | Кабо-Верде                       | Відбір до Кубка африканських націй 2021 | автогол                        | Кап: М.Суареш |
| 8-6-2021   | Тієс             | Сенегал                          | 2 – 0     | Кабо-Верде                       | товариський матч                        | -                              | Кап: Стопіра  |
| 1-9-2021   | Дуала            | Центральноафриканська Республіка | 1 – 1     | Кабо-Верде                       | Відбір до ЧС 2022                       | Жуліу Таваріш                  | Кап: Р.Мендеш |
| 7-9-2021   | Мінделу          | Кабо-Верде                       | 1 – 2     | Нігерія                          | Відбір до ЧС 2022                       | Ділан Таваріш                  | Кап: Р.Мендеш |
| 7-10-2021  | Аккра            | Ліберія                          | 1 – 2     | Кабо-Верде                       | Відбір до ЧС 2022                       | Жаміру Монтейру Гаррі Родрігеш | Кап: Р.Мендеш |
| 10-10-2021 | Мінделу          | Кабо-Верде                       | 1 – 0     | Ліберія                          | Відбір до ЧС 2022                       | Раян Мендеш                    | Кап: Р.Мендеш |
| 13-11-2021 | Мінделу          | Кабо-Верде                       | 2 – 1     | Центральноафриканська Республіка | Відбір до ЧС 2022                       | Жуліу Таваріш Стопіра          | Кап: Р.Мендеш |
| 16-11-2021 | Лагос            | Нігерія                          | 1 – 1     | Кабо-Верде                       | Відбір до ЧС 2022                       | Стопіра                        | Кап: Р.Мендеш |
| Усього     |                  | Матчів                           | 13        |                                  | Голів                                   | 15                             |               |